# علم الوراثة البكتيري
علم الوراثة البكتيرية (بالإنجليزية: Bacterial genetics)، هو حقل فرعي من علم الوراثة مخصص لدراسة البكتيريا. تختلف الجينات البكتيرية اختلافًا طفيفًا عن جينات حقيقيات النواة، ومع ذلك لا تزال البكتيريا بمثابة نموذج جيد للدراسات الوراثية الحيوانية. أحد الفروق الرئيسية بين الجينات البكتيرية وحقيقية النواة ينبع من افتقار البكتيريا للعضيات المرتبطة بالغشاء (وهذا ينطبق على جميع بدائيات النوى. في حين أن هناك حقيقة أن هناك عضيات بدائية النواة، فإنها لا ترتبط أبدًا بغشاء دهني، ولكن بواسطة غلاف من البروتينات)، مما يستلزم تخليق البروتين في السيتوبلازم.
مثل الكائنات الحية الأخرى، تتكاثر البكتيريا أيضًا بشكل صحيح وتحافظ على خصائصها من جيل إلى جيل، ولكن في نفس الوقت، تظهر اختلافات في خصائص معينة في نسبة صغيرة من نسلها. على الرغم من ملاحظة التوريث والاختلافات في البكتيريا منذ الأيام الأولى لعلم الجراثيم، إلا أنه لم يتم إدراك أن البكتيريا تخضع أيضًا لقوانين الوراثة. حتى وجود نواة بكتيرية كان موضع جدل. تم إرجاع الاختلافات في التشكل والخصائص الأخرى بواسطة كارل نيغلي في عام 1877، إلى تعدد الأشكال الجرثومي، والذي افترض وجود نوع واحد (عدد قليل من أنواع البكتيريا) التي تمتلك قدرة بروتينية للتنوع. مع تطوير وتطبيق طرق دقيقة للثقافة النقية، أصبح من الواضح أن أنواعًا مختلفة من البكتيريا احتفظت بالشكل والوظيفة الثابت عبر الأجيال المتعاقبة. هذا أدى إلى مفهوم البكتيريا أحادية الشكل.

## التحول
لوحظ التحول في البكتيريا لأول مرة في عام 1928 من قبل فريدريك جريفيث ولاحقًا (في عام 1944) فُحِصَ على المستوى الجزيئي بواسطة آزوولد إيفري وزملاؤه الذين استخدموا العملية لإثبات أن الحمض النووي هو المادة الجينية للبكتيريا. في عملية التحول، تأخذ الخلية الحمض النووي الدخيل الموجود في البيئة وتدمجه في جينومها (المادة الوراثية) من خلال إعادة التركيب. ليست كل البكتيريا مؤهلة للتحول، وليس كل الحمض النووي خارج الخلية مؤهل للتحول. لكي تكون مؤهلاً للتحول، يجب أن يكون الحمض النووي خارج الخلية مزدوج الشريطة وكبيرًا نسبيًا. لكي تكون مؤهلة للتحول، يجب أن تحتوي الخلية على البروتين السطحي العامل المؤهل، الذي يرتبط بالحمض النووي خارج الخلية في طاقة تتطلب تفاعلًا. ومع ذلك، يمكن معالجة البكتيريا غير المؤهلة بشكل طبيعي بطريقة تجعلها مختصة، عادةً عن طريق المعالجة بكلوريد الكالسيوم، مما يجعلها أكثر قابلية للاختراق.

## الاقتران البكتيري
الاقتران البكتيري هو نقل المادة الجينية (البلازميد) بين الخلايا البكتيرية عن طريق الاتصال المباشر من خلية إلى خلية، أو عن طريق اتصال يشبه الجسر بين خليتين. تم اكتشاف الاقتران في عام 1946 من قبل جوشوا ليدربرغ وإدوارد تاتوم، وهو آلية لنقل الجينات الأفقي مثل التحويل والتوصيل على الرغم من أن هاتين الآليتين الأخريين لا تنطويان على اتصال من خلية إلى خلية.
غالبًا ما يُنظر إلى الاقتران البكتيري على أنه المكافئ البكتيري للتكاثر الجنسي أو التزاوج لأنه ينطوي على تبادل المواد الجينية. أثناء الاقتران، توفر الخلية المانحة عنصرًا وراثيًا مترافقًا أو قابلًا للتعبئة وغالبًا ما يكون بلازميدًا أو ترانسبوسونًا. تحتوي معظم البلازميدات المقترنة على أنظمة تضمن أن الخلية المتلقية لا تحتوي بالفعل على عنصر مشابه.
غالبًا ما تكون المعلومات الجينية المنقولة مفيدة للمتلقي. قد تشمل الفوائد مقاومة المضادات الحيوية، وتحمل الكائنات الحية الغريبة أو القدرة على استخدام نواتج الأيض الجديدة. يمكن اعتبار هذه البلازميدات المفيدة تعايشات بكتيرية. ومع ذلك، يمكن النظر إلى العناصر الأخرى على أنها طفيليات بكتيرية واقتران كآلية تطورت بواسطتها للسماح بانتشارها.

## اقرأ أيضاً
- علم الوراثة الميكروبية
- علم الوراثة لفيروس الإيبولا